# Citheronia lamata
Citheronia lamata är en fjärilsart som beskrevs av William Schaus 1933. Citheronia lamata ingår i släktet Citheronia och familjen påfågelsspinnare. Inga underarter finns listade i Catalogue of Life.